# Гранд-В'ю (Айдахо)
Гранд-В'ю (англ. Grand View) — місто в окрузі Овайгі, штат Айдахо, США. Згідно з переписом 2010 року населення становило 452 особи, що на 18 осіб менше, ніж 2000 року.

## Географія
Гранд-В'ю розташований за координатами 42°59′6″ пн. ш. 116°5′37″ зх. д. / 42.98500° пн. ш. 116.09361° зх. д. (42.985123, -116.093683).  За даними Бюро перепису населення США в 2010 році місто мало площу 1,56 км², з яких 1,48 км² — суходіл та 0,08 км² — водойми.

## Демографія

### Перепис 2010 року
За даними перепису 2010 року, у місті проживало 452 особи у 172 домогосподарствах у складі 110 родин. Густота населення становила 306,2 ос./км². Було 198 помешкань, середня густота яких становила 134,1/км². Расовий склад міста: 84,7 % білих, 0,7 % афроамериканців, 2,4 % індіанців, 0,2 % азіатів, 8,8 % інших рас, а також 3,1 % людей, які зараховують себе до двох або більше рас. Іспанці та латиноамериканці незалежно від раси становили 16,8 % населення.
Із 172 домогосподарств 35,5 % мали дітей віком до 18 років, які жили з батьками; 48,3 % були подружжями, які жили разом; 9,3 % мали господиню без чоловіка; 6,4 % мали господаря без дружини і 36,0 % не були родинами. 30,8 % домогосподарств складалися з однієї особи, у тому числі 13,3 % віком 65 і більше років. У середньому на домогосподарство припадало 2,58 мешканця, а середній розмір родини становив 3,26 особи.
Середній вік жителів міста становив 33,8 року. Із них 31 % були віком до 18 років; 7,5 % — від 18 до 24; 21,1 % від 25 до 44; 24,1 % від 45 до 64 і 16,4 % — 65 років або старші. Статевий склад населення: 52,7 % — чоловіки і 47,3 % — жінки.
Середній дохід на одне домашнє господарство  становив 38 653 долари США (медіана — 30 962), а середній дохід на одну сім'ю — 45 176 доларів (медіана — 34 306). За межею бідності перебувало 27,5 % осіб, у тому числі 25,6 % дітей у віці до 18 років та 11,3 % осіб у віці 65 років та старших.
Цивільне працевлаштоване населення становило 155 осіб. Основні галузі зайнятості: сільське господарство, лісництво, риболовля — 41,3 %, освіта, охорона здоров'я та соціальна допомога — 13,5 %, мистецтво, розваги та відпочинок — 11,6 %, будівництво — 10,3 %.

### Перепис 2000 року
За даними перепису 2000 року, у місті проживало 470 осіб у 187 домогосподарствах у складі 126 родин. Густота населення становила 329,9 ос./км². Було 228 помешкань, середня густота яких становила 160,1/км². Расовий склад міста: 92,77 % білих, 1,91 % індіанців, 4,04 % інших рас і 1,28 % людей, які зараховують себе до двох або більше рас. Іспанці та латиноамериканці незалежно від раси становили 16,60 % населення.
Із 187 домогосподарств 34,8 % мали дітей віком до 18 років, які жили з батьками; 49,7 % були подружжями, які жили разом; 12,8 % мали господиню без чоловіка, і 32,6 % не були родинами. 28,3 % домогосподарств складалися з однієї особи, у тому числі 13,4 % віком 65 і більше років. У середньому на домогосподарство припадало 2,51 мешканця, а середній розмір родини становив 3,08 особи.
Віковий склад населення: 30,9 % віком до 18 років, 11,5 % від 18 до 24, 24,5 % від 25 до 44, 17,9 % від 45 до 64 і 15,3 % від 65 років і старші. Середній вік жителів — 34 року. Статевий склад населення: 48,9 % — чоловіки і 51,1 % — жінки.
Середній дохід домогосподарств у місті становив $21 417, родин — $26 000. Середній дохід чоловіків становив $25 417 проти $27 917 у жінок. Дохід на душу населення в місті був $11 402. Приблизно 25,0 % родин і 28,6 % населення перебували за межею бідності, включаючи 34,9 % віком до 18 років і 28,9 % від 65 і старших.